# محمد کامبخش
الگو:جعبه اطلاعات محمد کام بخش

## خانواده
خواهر و برادران او:
- بهادرشاه یکم
- اعظم‌شاه
- سلطان محمد اکبر
- زیب‌النسا

همسران:
- دختر انارسینگ، کدخدای منوخارپور
- فخر جهان، دختر برخوردار بیگ، منصبدار.

## کتابشناسی
- Irvine, William. The Later Mughals. Low Price Publications. ISBN 8175364068.
- Sarkar, Jadunath (1947). Maasir-i-Alamgiri: A History of Emperor Aurangzib-Alamgir (reign 1658-1707 AD) of Saqi Mustad Khan. Royal Asiatic Society of Bengal, Calcutta.